# Riserva naturale di Nazzano, Tevere-Farfa
La riserva naturale Nazzano Tevere-Farfa è un'area naturale protetta gestita dalla Regione Lazio situata nella Valle del Tevere nei comuni di Nazzano, Torrita Tiberina, Montopoli di Sabina, tra la Città metropolitana di Roma Capitale e la Provincia di Rieti. La riserva è stata la prima area naturale protetta istituita dalla Regione Lazio, nel 1979. 
È stata estesa recentemente con una fascia lungo il tratto della foce del torrente Farfa fino alla località Granica che delimita i confini amministrativi dei comuni di Castelnuovo di Farfa e Fara in Sabina. È visitabile tutti i giorni dall'alba al tramonto attraverso i numerosi accessi. Il suo nome particolarmente lungo deriva dai tre elementi naturali fondamentali del suo territorio: il Tevere, il suo affluente Farfa e il Lago di Nazzano che si è originato per opera dell'uomo con la costruzione di una diga. È dunque l'acqua, su cui si riflette il verde della lussureggiante vegetazione circostante, l'elemento più importante di questo territorio in cui l'attrazione principale per i visitatori è costituita dalla ricca presenza di uccelli tipici delle zone umide.

## Storia
Tra il 1953 e il 1955 l'Enel costruì, per la produzione di energia elettrica, uno sbarramento sul fiume Tevere poco più a valle della confluenza con il torrente Farfa. In seguito alla realizzazione di questa diga, subito a monte di quest'ultima, si innalzò il livello dell'acqua, con la conseguente inondazione dei terreni circostanti. Si formò così una specie di "lago", esteso per circa 300 ettari, profondo dai 20 ai 100 centimetri, e sulle cui sponde si andarono a formare accumuli di detriti portati dai fiumi (in particolare dal Farfa) su cui si svilupparono col tempo canneti e zone di salici cespugliosi e arborei. La zona si trasformò così, con queste caratteristiche, in un'area ideale per ospitare un gran numero di specie di uccelli durante le loro migrazioni.
Nel 1968, vista l'importanza naturalistica assunta dal lago di Nazzano, fu creata un'oasi di protezione della fauna istituita grazie all'intesa fra ENEL, Comune di Nazzano e WWF Italia. 

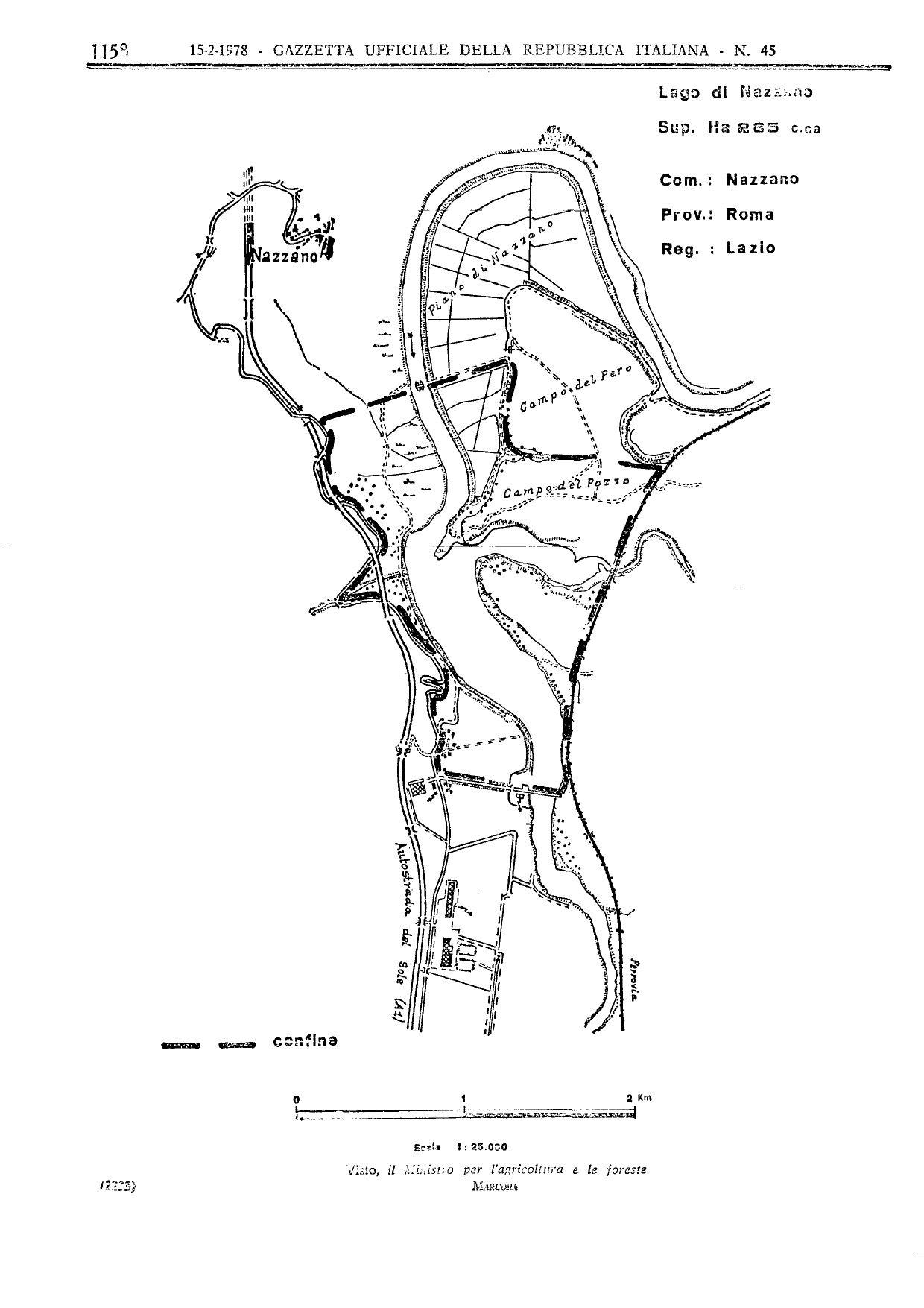
Cartografia della zona umida riconosciuta di interesse internazionale nel 1977 (G.U. n. 45 del 15 febbraio 1978)

Nel 1977, considerato l'aumento del numero e delle specie di uccelli presenti per l'effetto di questa protezione, la zona umida denominata "Lago di Nazzano" o "La Meanella", per una superficie di circa 265 ha, fu inserita con apposito decreto del Ministero per l'Agricoltura e le Foreste nell'elenco delle zone umide di interesse internazionale, soprattutto come habitat degli uccelli acquatici, tutelate dalla convenzione di Ramsar. 
Nel 1979, nell'area della vecchia oasi e in alcune zone limitrofe (occupate da boschi e campi coltivati o a pascolo), la Regione Lazio istituì la Riserva naturale Nazzano Tevere-Farfa, prima area protetta regionale comprendente parte dei territori dei comuni di Nazzano e Torrita Tiberina.

Nel 1997 la Riserva è stata riconosciuta dalla Regione Lazio "area di interesse regionale".

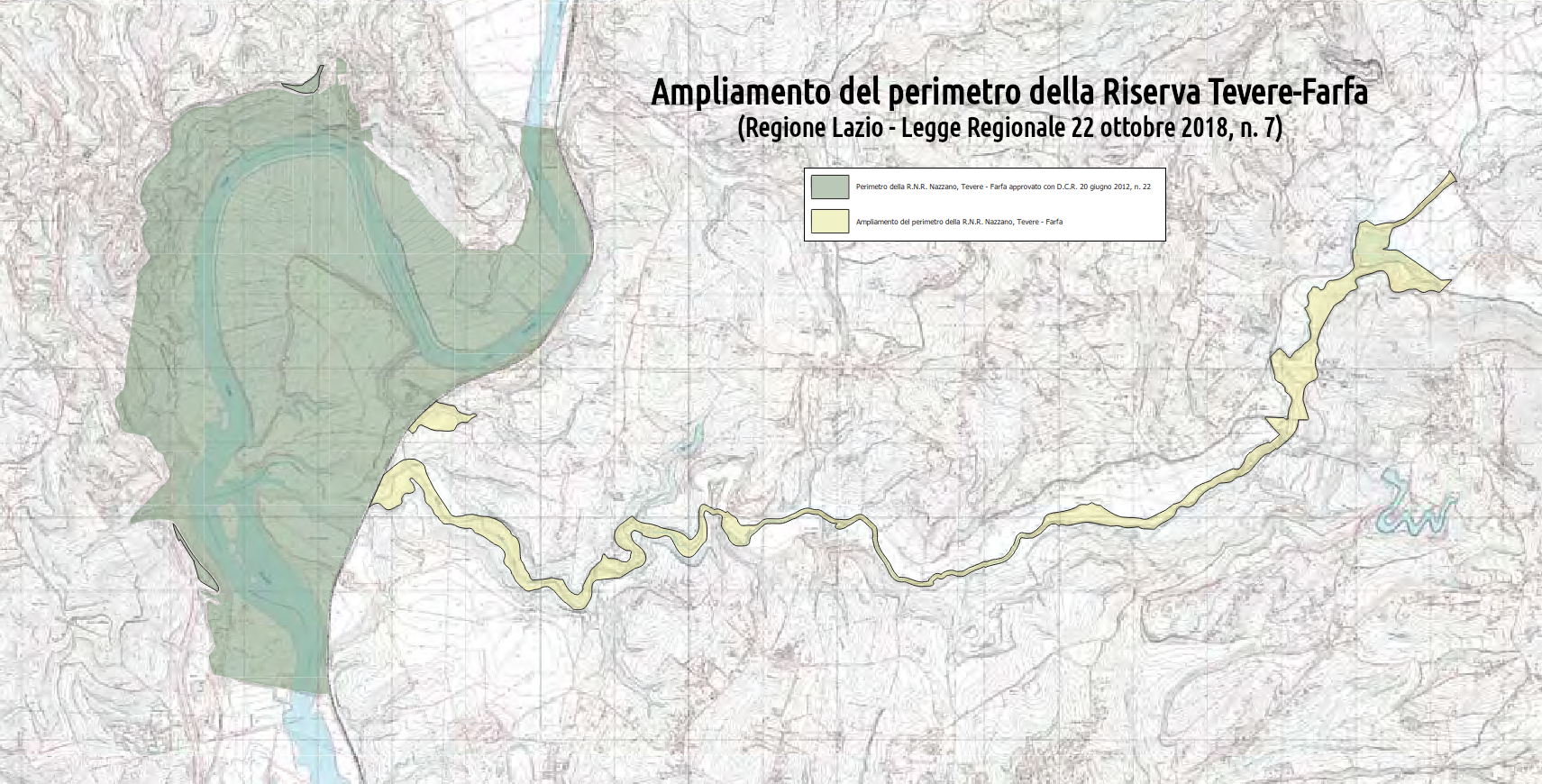
Confini della Riserva naturale Tevere-Farfa dal 2018

Nel 2018 la Regione Lazio ha ampliato il perimetro della Riserva al fine di tutelare tutta l'area lungo il corso del fiume Farfa, dal Tevere fino alla località Granica, nel comune di Castelnuovo di Farfa, data la sua importanza per l’approvvigionamento idrico (è presente una risorgiva) e la salvaguardia di alcune specie di flora e fauna.
Con due diversi provvedimenti del 2018 e del 2019 la Regione Lazio ha, infine, assegnato alla Riserva anche la gestione delle Zone Speciali di Conservazione della Riserva naturale del Monte Soratte, il torrente Farfa (corso medio-alto), Monte Grottone e Monte degli Elci. 

## Ambiente naturale
Il paesaggio della Riserva è caratterizzato dalla morfologia del Tevere che in questo tratto scorre lentamente formando ampie anse e meandri. La valle fluviale, tipicamente alluvionale con depositi d'argille, sabbie e ghiaie, è delimitata da colline di modeste dimensioni costituite da sedimenti d'origine marina. La ricca presenza d'uccelli nell'ambiente lacustre costituisce uno dei motivi di maggior interesse per i visitatori. Oltre agli anatidi come il germano reale, l'alzavola, il fischione e la moretta, è possibile osservare lo svasso maggiore, la folaga, il martin pescatore e rapaci come il falco di palude e il falco pescatore.
Il canneto, costituito prevalentemente dalla cannuccia e dalla tifa, è talvolta impreziosito dalla gialla fioritura dell'iris di palude mentre, sui terreni argillosi, troviamo la bardana e l'equiseto tra le radici di salici bianchi e rossi. È questo il regno di moltissimi uccelli come il cannareccione, la cannaiola, il porciglione, la gallinella d'acqua e la nutria, mammifero alloctono d'origine americana naturalizzatosi da alcuni decenni in molte zone umide italiane.
Laddove il canneto si dirada, nelle zone con acqua stagnante, si può osservare il potamogeto, l'azolla americana e la curiosa lenticchia d'acqua dalle minuscole foglie tondeggianti. Questo habitat è molto importante per la riproduzione di pesci, insetti e anfibi come il tritone punteggiato e la rana verde. 
Le zone coltivate e i pascoli dell'ampia piana di Nazzano sono prevalentemente frequentati da corvidi, ma sono anche i luoghi dove è più facile osservare l'allodola, il tasso e rettili come il biacco.
Sugli argini del fiume, in particolare sulla riva destra, è presente uno dei pochi esemplari superstiti di bosco ripariale dell'intero basso corso del Tevere formato da pioppi bianchi e neri, allori, ontani e da qualche farnia. Le cime di questi alberi rappresentano un ottimo rifugio per la garzetta, l'airone bianco maggiore e l'airone cenerino di cui è stata documentata la nidificazione. Sui versanti collinari che s'affacciano sulla valle Tiberina è possibile osservare le chiome scure di leccio, soprattutto dove il versante è più acclive, ma anche di querce a foglia caduca come la roverella e il cerro. Contribuiscono a formare questo bosco d'elevato interesse naturalistico l'albero di Giuda, riconoscibile per vivaci fioriture violacee primaverili, l'orniello, il carpino nero, l'acero campestre oltre a specie arbustive come il lentisco, il viburno e la fillirea dai piccoli fiori bianchi e profumati.
In questo residuo ambiente boschivo è stata documentata la presenza della Volpe, dell'istrice, della martora, del gatto selvatico e di numerosi piccoli roditori, prede preferite del barbagianni e d'altri rapaci notturni. Recentemente è stato avvistato anche il Lupo, conseguenza del ripopolamento della specie nel corridoio ecologico della Valle del Tevere a nord di Roma.

## Avifauna acquatica
L'habitat offerto dalla riserva Tevere-Farfa è particolarmente adatto a molte specie di uccelli acquatici che, nel corso dell'anno, vi si stabiliscono. Le specie che con regolarità e significativo numero di esemplari sono state avvistate nell'area sono: Tuffetto, Svasso maggiore, Cormorano, Tarabuso, Tarabusino, Nitticora, Airone guardabuoi, Garzetta, Airone bianco maggiore, Airone rosso, Spatola, Cigno reale, Fischione, Canapiglia, Alzavola, Germano reale, Codone, Marzaiola, Mestolone, Moriglione, Moretta tabaccata, Moretta, Porciglione, Gallinella d'acqua, Folaga, Cavaliere d'Italia, Avocetta, Pavoncella, Beccaccino, Pettegola, Albastrello, Pantana, Pira piro culbianco, Piro piro boschereccio, Piro piro piccolo, Fistione turco, Gabbiano reale mediterraneo.

## Curiosità
- Sul tratto di fiume Tevere tra il ponte di Montorso nel comune di Torrita Tiberina e gli uffici del Parco, la manifestazione sportiva Discesa Internazionale del Tevere da Città di Castello a Roma, svolge ogni anno, usualmente il 30 aprile, la sua tappa, con partecipanti in canoa, in sup, in bici, a piedi. Nel 2021 si è tenuta la 42ª edizione[7].
- La Riserva naturale di Tevere-Farfa è stata inserita nel progetto Museo Virtuale della Valle del Tevere (realizzato da CNR e finanziato da Ales SpA) per la ricostruzione in tecnologia 3D di paesaggi e siti della media Valle del Tevere[8].
- La Riserva è dotata, per far svolgere brevi escursioni ai visitatori del parco sullo specchio d'acqua, di uno dei due Traghetti di Leonardo di cui si ha notizia in Italia.

## SIC Riserva naturale Tevere-Farfa
La Riserva Naturale Nazzano Tevere-Farfa è SIC (Sito di Interesse Comunitario) e ZPS (Zona a Protezione Speciale) codice IT6030012 ai sensi delle Direttive Habitat 92/43/CEE e Uccelli 2009/147/CE (che ha aggiornato la precedente Direttiva 79/409/CEE) ed è inserita nel sistema europeo Rete Natura 2000 (regione biogeografica mediterranea) costituendo uno dei siti di maggiore pregio naturalistico grazie alla considerevole presenza di habitat e specie d'interesse comunitario.

## Galleria d'immagini

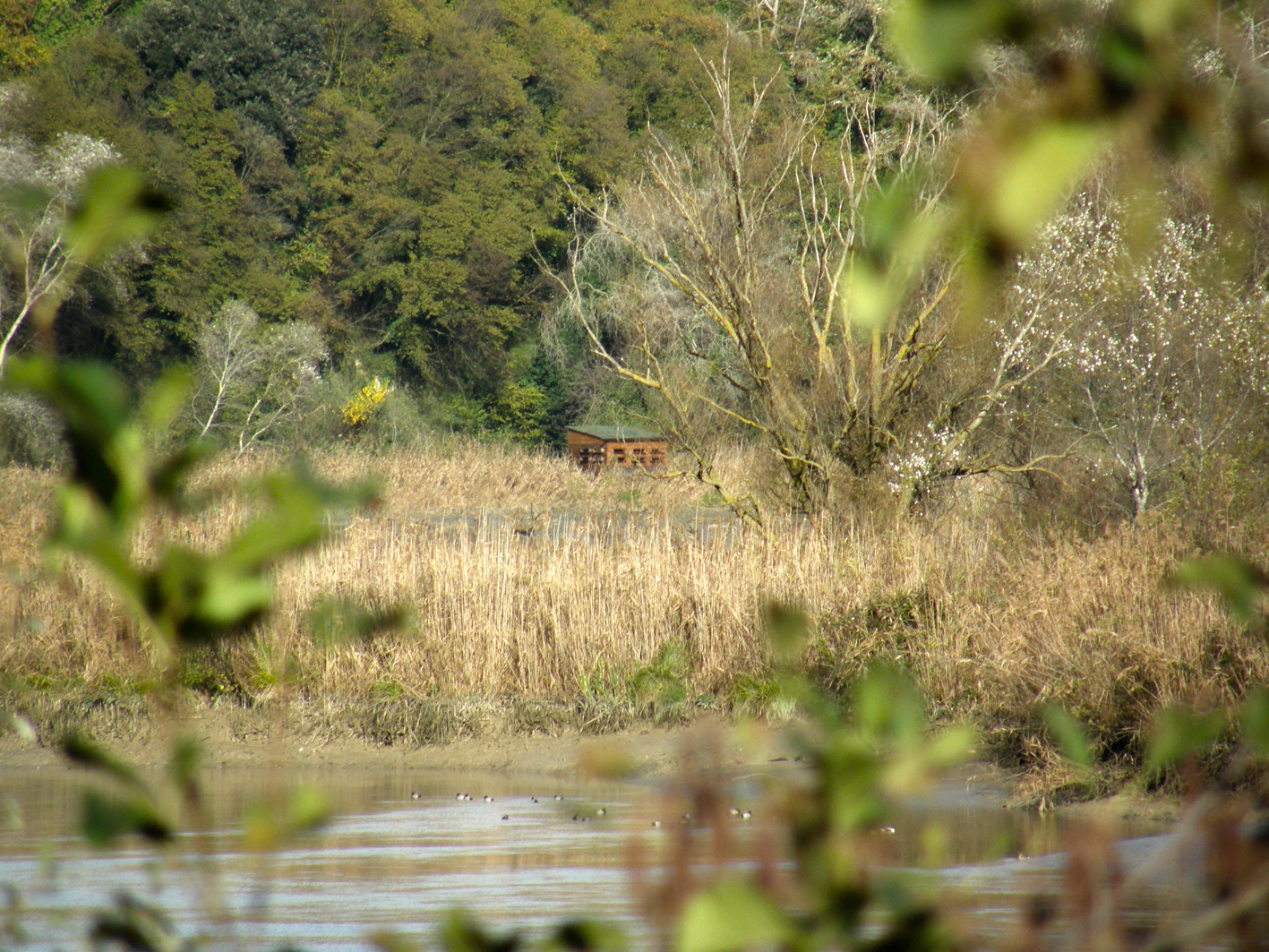
Capanno d'avvistamento
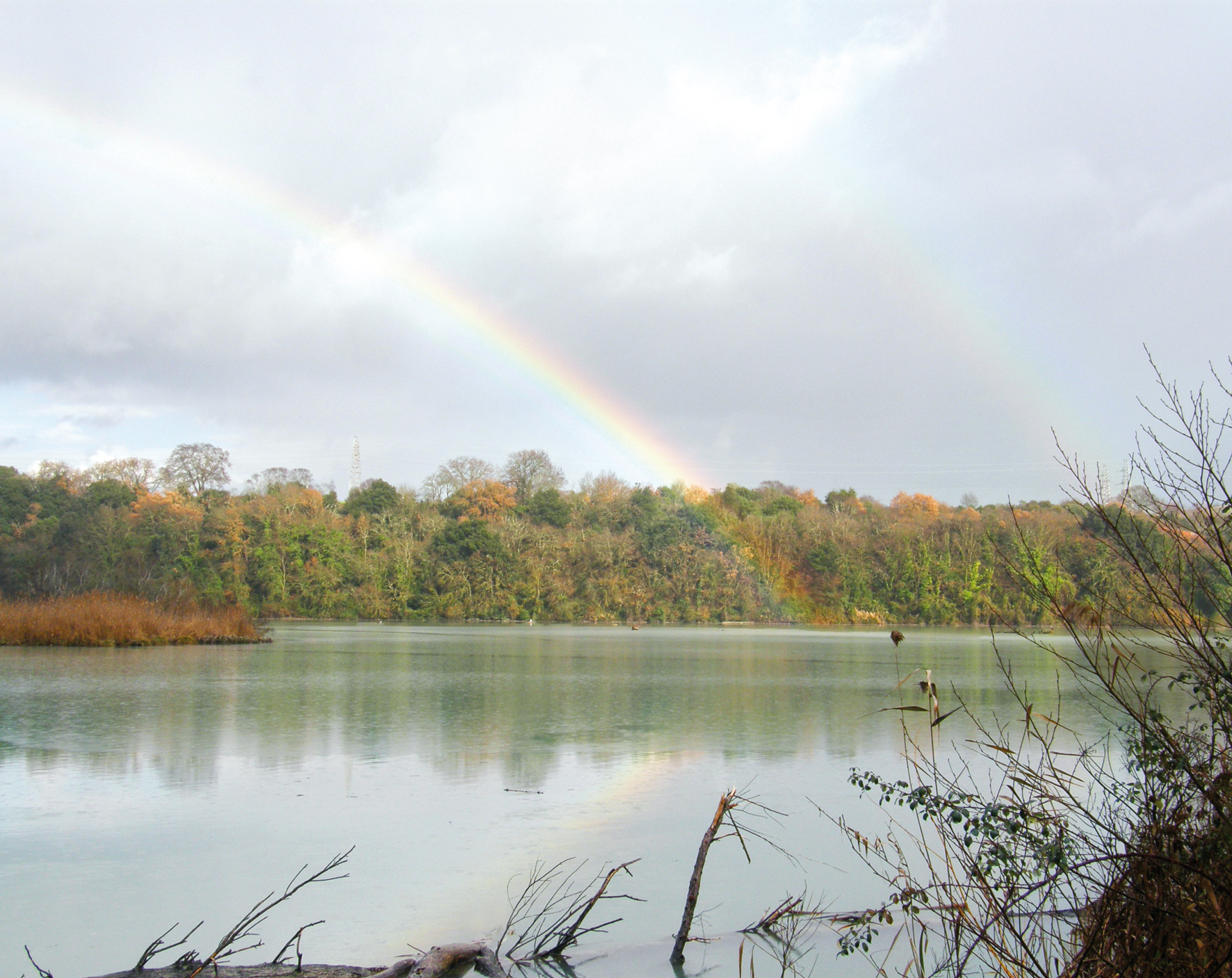
Arcobaleno in Riserva
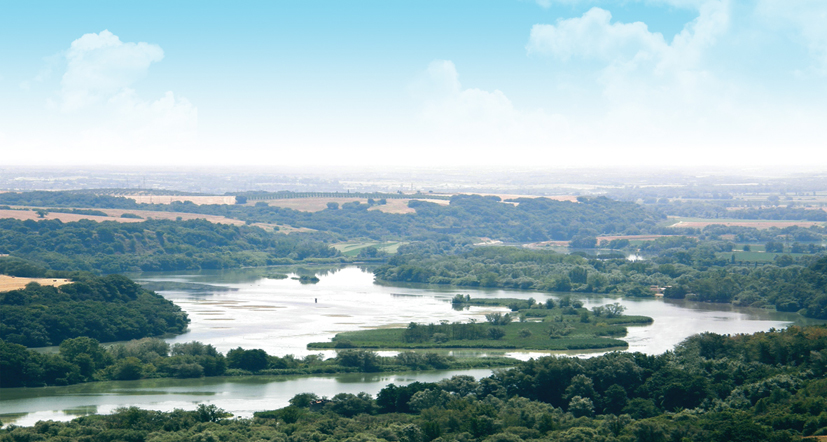
Veduta della zona umida
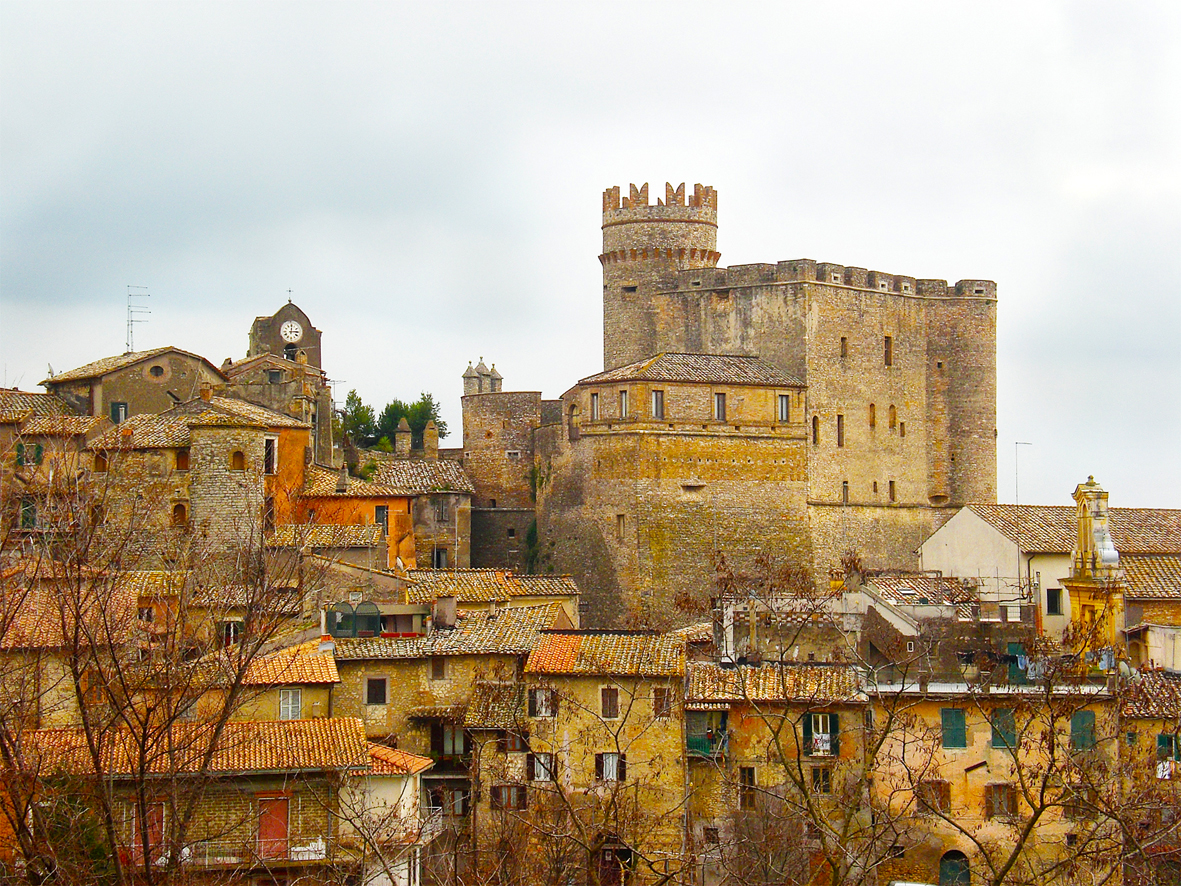
Rocca di Nazzano (Rm)
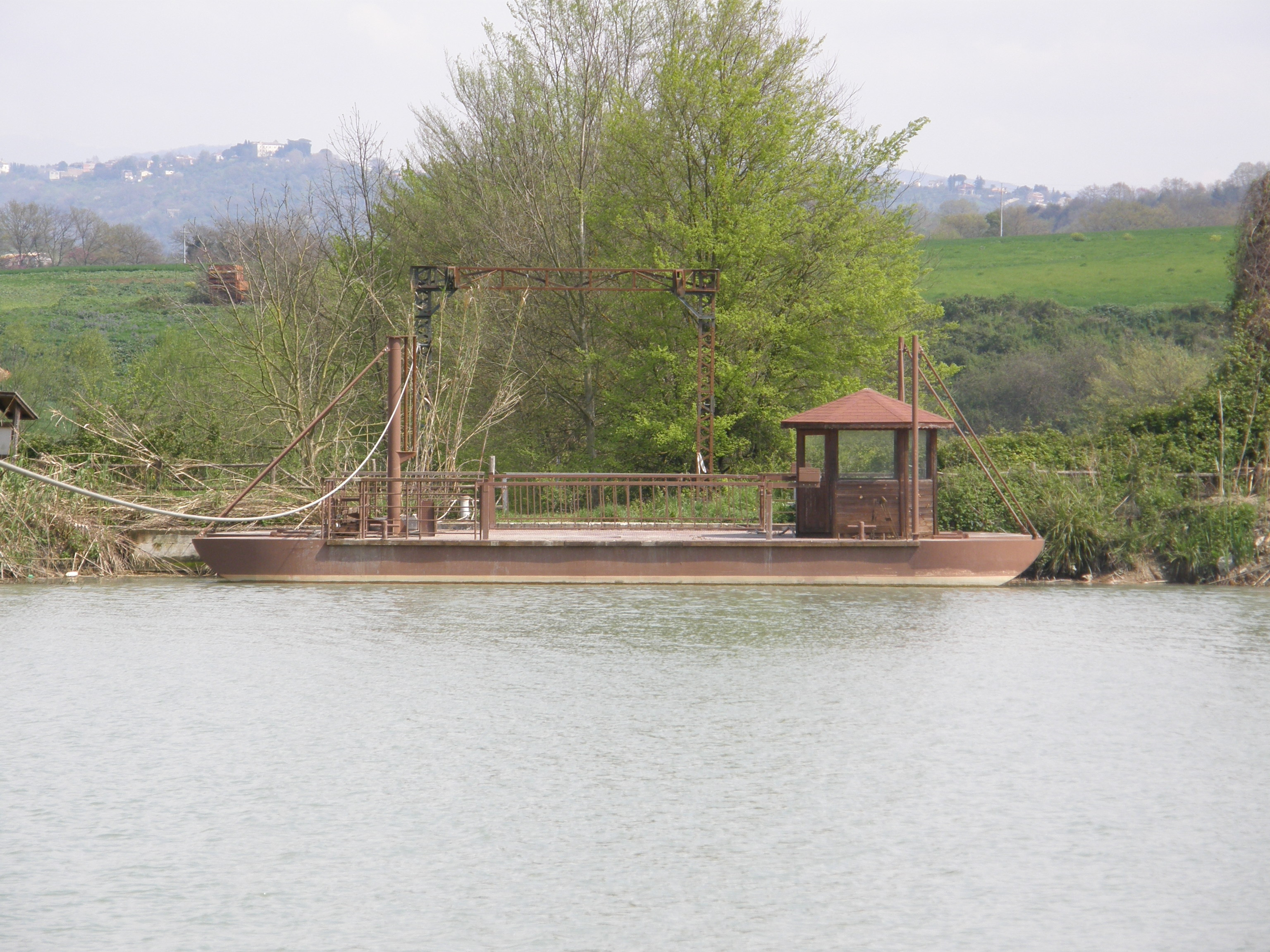
Traghetto Leonardo per l'attraversamento sponda-sponda
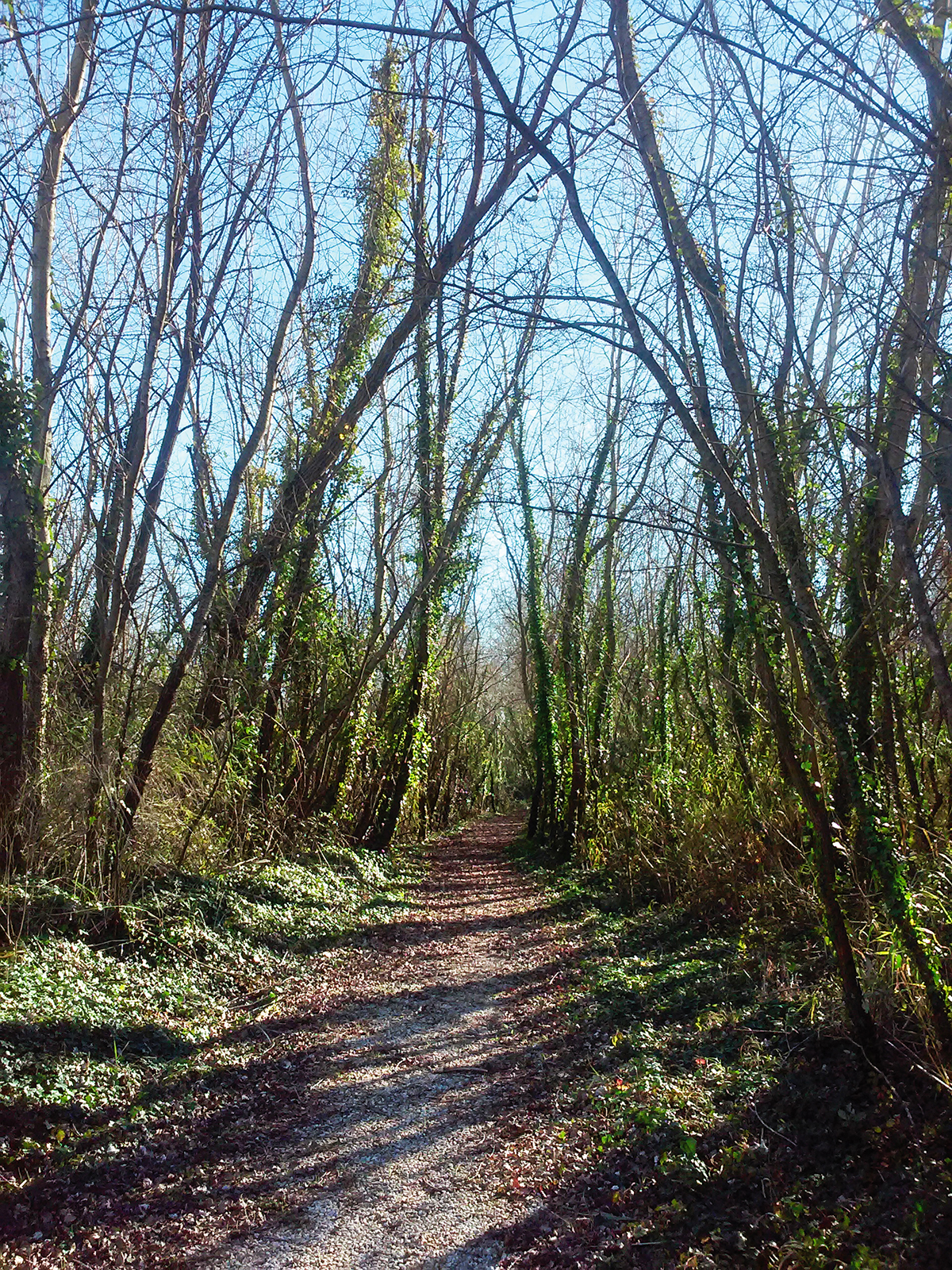
Sentiero ripariale di Meana
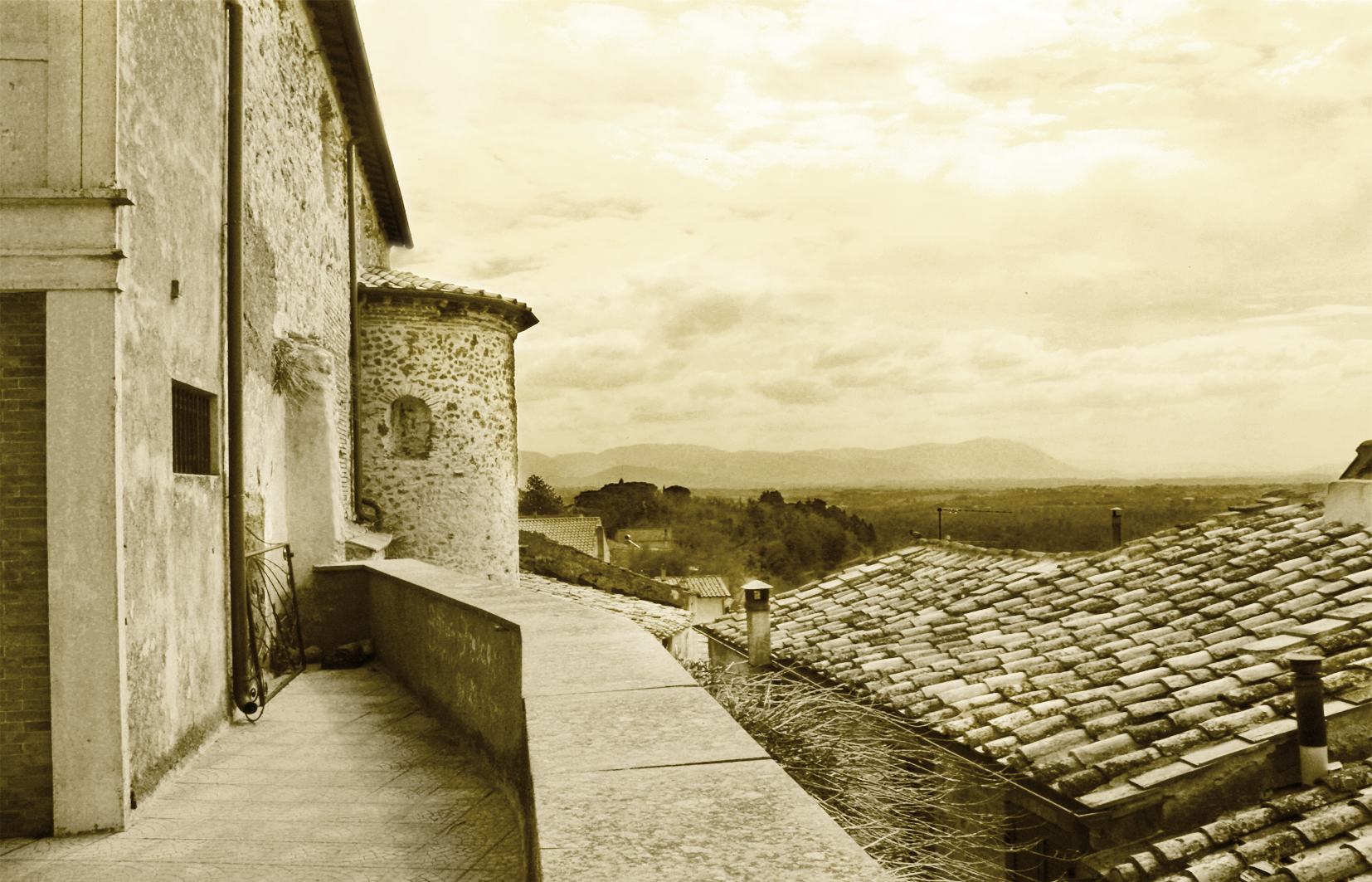
Scorcio di Torrita Tiberina (Rm) dal centro storico
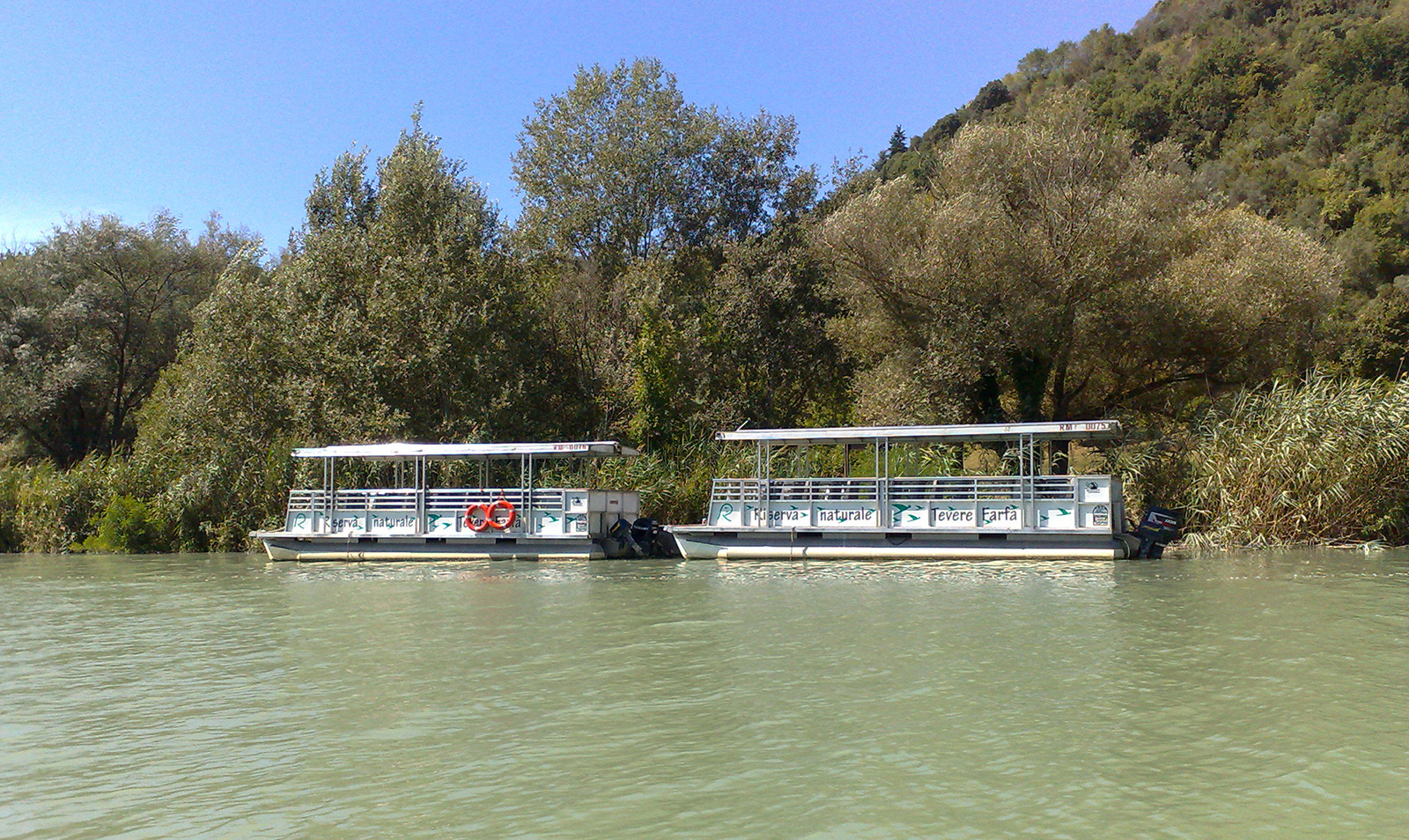
Battelli della Riserva Tevere-Farfa per visite guidate immersi nella natura dell'area protetta
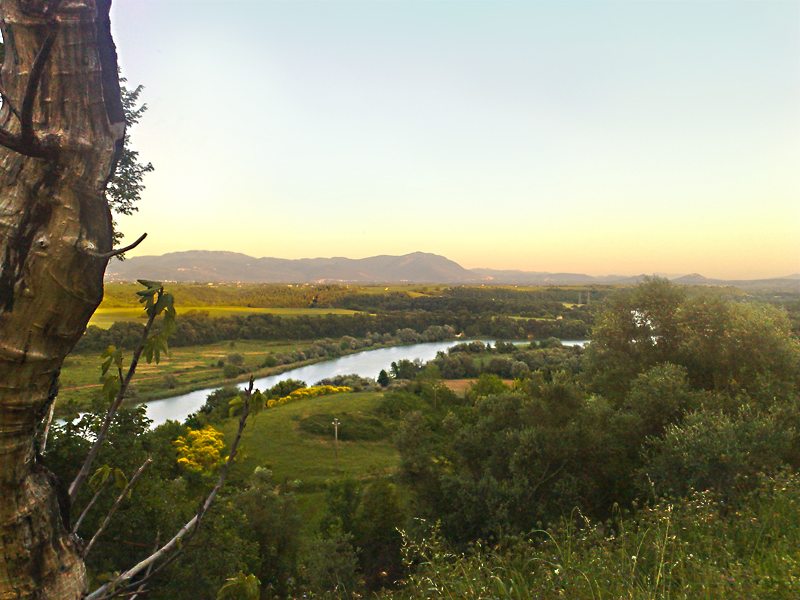
Tratto del Tevere nella Riserva Naturale Nazzano Tevere-Farfa
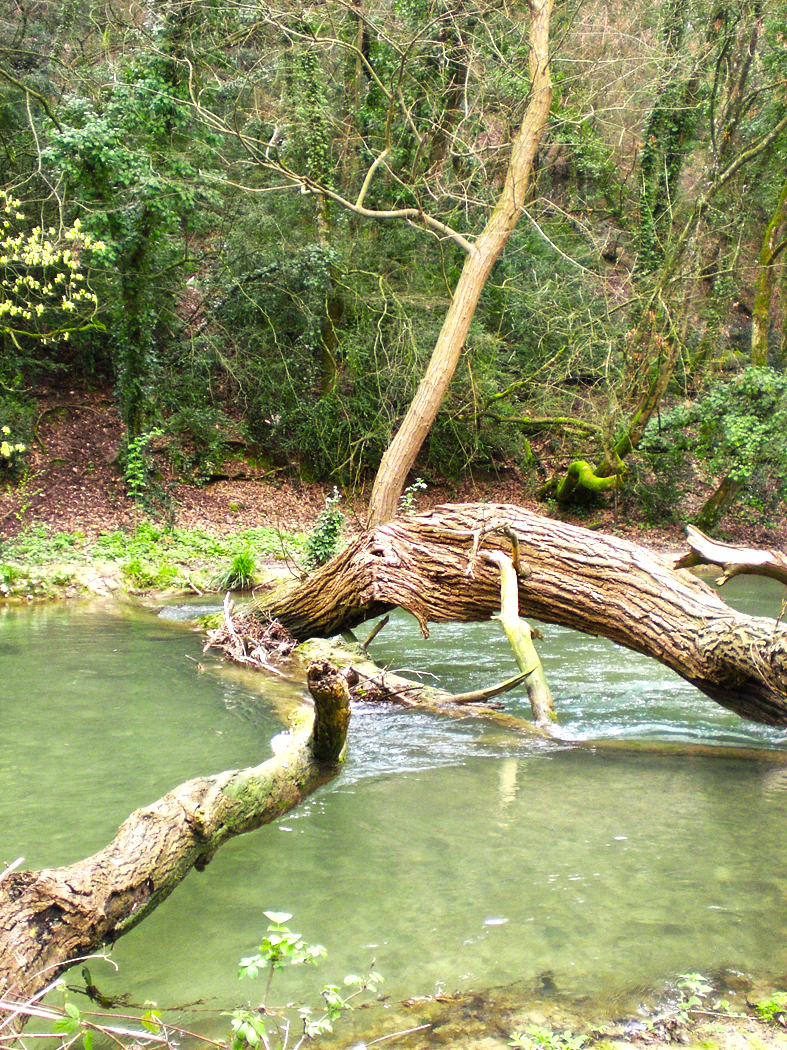
Il torrente Farfa, affluente del Tevere
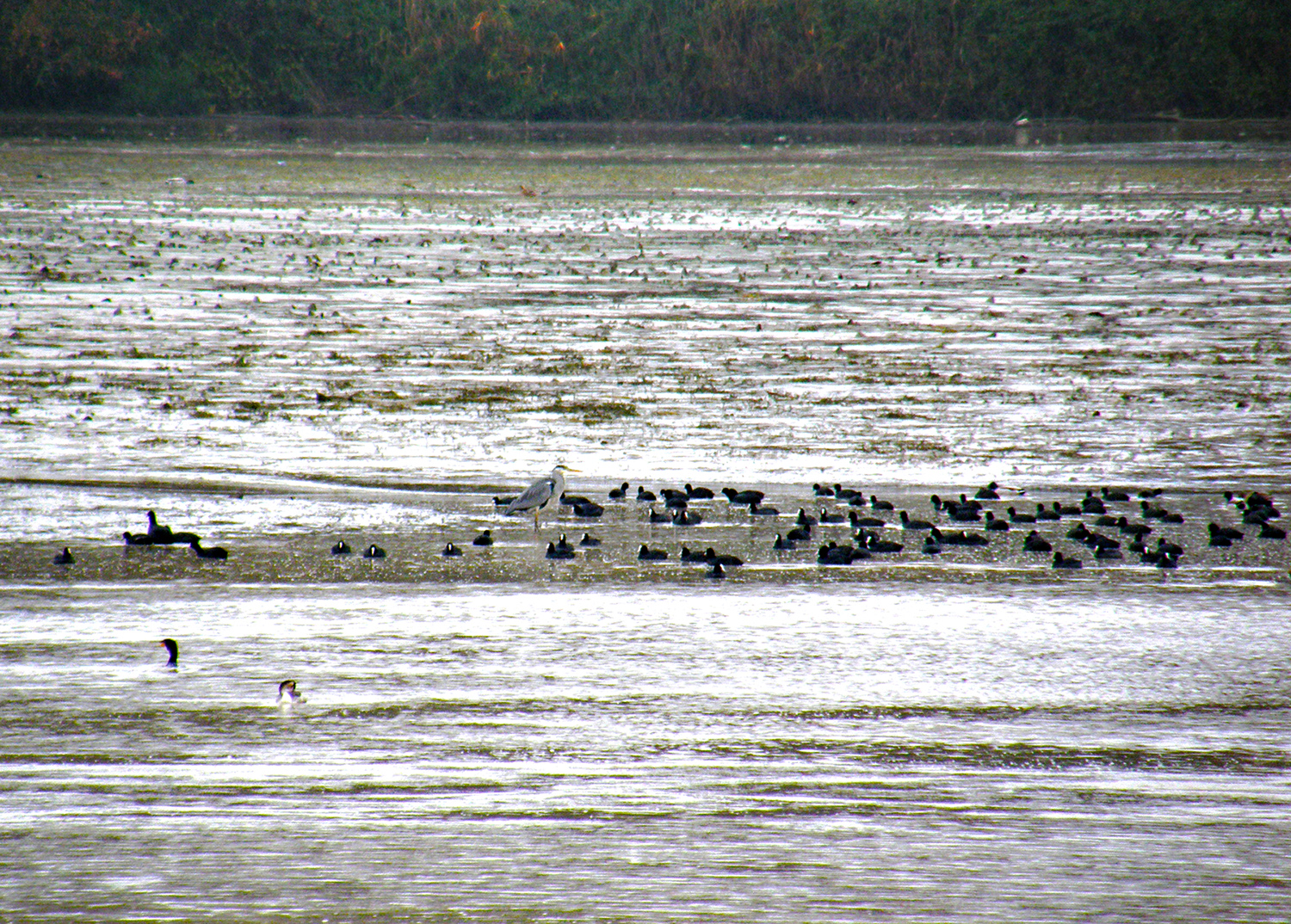
Avifauna acquatica